# Podalyrieae
Podalyrieae es una tribu de plantas  perteneciente a la subfamilia Faboideae dentro de la familia Fabaceae. El género tipo es: Podalyria Willd.

## Géneros
- Amphithalea
- Achyronia
- Cadia Forssk.
- Calpurnia E. Mey.
- Cyclopia Vent.
- Liparia L.
- Podalyria Willd.
- Stirtonanthus B.-E. van Wyk & A. L. Schutte
- Virgilia Poir.
- Xiphotheca Eckl. & Zeyh.